# Попов, Гарри Алексеевич
Гарри Алексеевич Попов (род. 18 декабря 1934, Москва) — советский и российский учёный-машиностроитель, доктор технических наук, академик Российской академии наук, специалист в области космических транспортных систем на базе электроракетных транспортных модулей.

## Биография
- Окончил Московский авиационный институт в 1959 году.
- Защитил диссертацию доктора технических наук в 1982 году.
- В 1987 году возглавил Государственный научно-исследовательский институт прикладной электродинамики МАИ (ныне Научно-исследовательский институт прикладной механики и электродинамики МАИ (НИИ ПМЭ МАИ). [1]
- 7 декабря 1991 г. избран членом-корреспондентом Российской академии наук.
- 29 мая 2008 г. избран академиком Российской академии наук.

## Награды
- Медаль ордена «За заслуги перед Отечеством» I степени (5 ноября 2020 год) — за заслуги в научно-педагогической деятельности, подготовке квалифицированных специалистов и многолетнюю добросовестную работу[2].
- Медаль ордена «За заслуги перед Отечеством» II степени (2013)[3][4]
- Премия Совета Министров СССР
- Государственная премия Российской Федерации
- Орден «Знак Почёта» [5]
- Премия имени Ф. А. Цандера РАН (2008) [6]